# Tecumseh, Michigan
Tecumseh är en stad i Lenawee County i Michigan i USA. Vid 2020 års folkräkning hade Tecumseh 8 680 invånare.